# Sebastian Schreiber
Sebastian Gabriel Schreiber (* 1990 in Gießen) ist ein deutscher Hörfunkmoderator und Journalist.

## Werdegang
Schreiber studierte Publizistik und Politikwissenschaft in Mainz und Utrecht in den Niederlanden.
Seine journalistische Karriere begann, nachdem er bereits Sportberichte für die Wetzlarer Neue Zeitung geschrieben hatte, mit einem Volontariat beim Hessischen Rundfunk. Anschließend arbeitete er als Reporter für Hörfunk und Fernsehen sowie als Nachrichtensprecher bei hr-iNFO und SWR1. Von 2018 bis 2019 war Schreiber als Korrespondent im ARD-Studio in Washington tätig. Nach seiner Rückkehr nach Deutschland wechselte er in die Politikredaktion von hr-iNFO und ins ARD-Börsenstudio.
Seit Juli 2019 arbeitet Schreiber als Radiomoderator und Politik- sowie Finanzkorrespondent für den Hessischen Rundfunk und die ARD. Er moderiert Sendungen im ARD-Börsenstudio Frankfurt und Radiosendungen auf hr-iNFO.
2022 wurde Schreiber mit dem zweiten Preis des Kurt-Magnus-Preises der ARD ausgezeichnet. Die Jury lobte seine Fähigkeit, komplexe Themen verständlich zu erklären und fundierte Recherchen durchzuführen.
Schreiber lebt in Mainz.